# Arantza Inostroza
Arantza Antonia Inostroza Gaete, född 7 april 2000, är en chilensk fäktare som tävlar i florett.

## Biografi
Inostroza kommer från en familj av fäktare. Hennes farfar Juan Inostroza var fanbärare vid olympiska sommarspelen 1976 i Montréal. Hennes farbror Paris Inostroza deltog vid fyra olympiska spel (1996, 2004, 2008 och 2012) och tog fyra medaljer vid panamerikanska spelen. Hennes far Luciano Inostroza tog en silvermedalj vid panamerikanska spelen 1999 i Winnipeg.

## Karriär
Vid bolivarianska spelen 2017 i Santa Marta tog Inostroza silver i lagtävlingen i värja tillsammans med Analía Fernández och Rudy Lepe samt brons både individuellt i florett och i lagtävlingen tillsammans med Bárbara Ahumada och Rudy Lepe. Vid sydamerikanska spelen 2018 i Cochabamba tog hon silver i florett efter en finalförlust mot colombianska Saskia van Erven. Vid panamerikanska mästerskapen 2019 i Toronto tog Inostroza brons i lagtävlingen i florett tillsammans med Bárbara Ahumada, Alejandra Flores och Katina Proestakis.
Vid panamerikanska mästerskapen 2022 i Asunción tog Inostroza brons i lagtävlingen i florett tillsammans med Lisa Montecinos, Katina Proestakis och Rafaela Santibáñez. Vid bolivarianska spelen 2022 i Valledupar tog hon brons både individuellt i florett samt i lagtävlingen tillsammans med Katina Proestakis och Lisa Montecinos. Vid sydamerikanska spelen 2022 i Asunción tog Inostroza guld både individuellt i florett samt i lagtävlingen tillsammans med Katina Proestakis och Lisa Montecinos.
Vid olympiska sommarspelen 2024 i Paris blev Inostroza utslagen i sextondelsfinalen i florett av kanadensiska Jessica Guo.